# Melothria dulcis
Melothria dulcis là một loài thực vật có hoa trong họ Cucurbitaceae. Loài này được Wunderlin mô tả khoa học đầu tiên năm 1978.